# Steffi Walterová-Martinová
Steffi Walterová-Martinová (17. září 1962, Lauter – 21. června 2017) byla německá sáňkařka.
Reprezentovala Německou demokratickou republiku ("Východní Německo"). Byla držitelkou dvou zlatých olympijských medailí, když vyhrála závod jednotlivců na hrách v Sarajevu roku 1984 a poté se jí jako první sáňkařce v historii podařilo toto zlato obhájit na další olympiádě v Calgary roku 1988. Krom toho má dva tituly mistryně světa z individuálních závodů (1983, 1985). Na evropském šampionátu byli jejími nejlepšími umístěními dvě druhá místa (1982, 1986). V sezóně 1983–84 se stala celkovou vítězkou světového poháru. Po skončení závodní kariéry se živila jako fyzioterapeutka. Roku 2017 podlehla rakovině.